# Karl Asmund Rudolphi
Karl Asmund Rudolphi, född 14 juni 1771 i Stockholm, död 29 november 1832 i Berlin, var en tysk botaniker, zoolog och fysiolog.
Rudolphi var son till en konrektor vid tyska nationallyceum i Stockholm. Han blev 1793 filosofie doktor och 1795 medicine doktor vid Greifswalds universitet, innehade lärarbefattningar där, mottog 1810 en kallelse till Berlins universitet som professor i anatomi och fysiologi samt blev 1817 geheime medicinalråd. Han var ledamot av svenska Vetenskapsakademien.
Han lade grunden till den nyare läran om inälvsmaskar, i arbetena Entozoorum sive vermium intestinalium historia naturalis (1808–10) och Entozoorum synopsis (1819). Av betydelse är även hans Anatomie der Pflanzen (1807) och Grundriss der Physiologie (tre band, 1821–28), där han sammanfattade och beskrev det material, som den fysiologiska forskningen dittills åstadkommit. Han hade även stort inflytande som lärare.